# Inversion de la charge de la preuve
 (juillet 2011).
Si vous disposez d'ouvrages ou d'articles de référence ou si vous connaissez des sites web de qualité traitant du thème abordé ici, merci de compléter l'article en donnant les références utiles à sa vérifiabilité et en les liant à la section « Notes et références ».
L'inversion de la charge de la preuve est un sophisme qui consiste, dans un débat heuristique, à avancer un fait en faisant incomber la charge de la preuve de son contraire à son interlocuteur. Le renversement a une portée particulière en droit où on traite de charge de la preuve, ainsi qu'en science, afin d'éviter que n'importe qui puisse affirmer n'importe quoi sans en apporter la preuve et laisser à son adversaire le soin de démontrer le contraire de ce qu'il prétend.
Normalement, la charge de la preuve repose sur celui qui procède à une affirmation. Bertrand Russell a abordé le sujet dans son analogie de la théière. La formule originale est la locution latine : « Quod gratis asseritur gratis negatur. » (« Ce qui est affirmé sans preuve peut être nié sans preuve. »), formule régulièrement utilisée depuis au cours du XIXe siècle. La charge de la preuve est  notamment reprise par le philosophe Christopher Hitchens dans son livre Dieu n'est pas grand en 2007 et prend la forme du Rasoir de Hitchens.

## Appel à l'ignorance
Dans le cas de l'argumentum ad ignorantiam, ou appel à l'ignorance, un renversement de la charge de la preuve est opéré par celui sur qui repose la charge de la preuve : il s'agit de tenir pour vrai ce qui n'est pas prouvé être faux. Un tel procédé se soustrait à la réfutabilité.
Voici quelques exemples d'utilisation du renversement de la charge de la preuve liés à l'appel à l'ignorance :
- Prouvez-moi que la télépathie n'existe pas, ou alors c'est qu'elle existe.
- Prouvez-moi que les extraterrestres n'existent pas, ou alors c'est qu'ils existent.
- Prouvez-moi que l'astrologie ne fonctionne pas, sinon c'est qu'elle fonctionne.
- Prouvez-moi qu'une théière céleste n'orbite pas autour du soleil, sinon c'est un fait.